# Diocèse d'Incheon

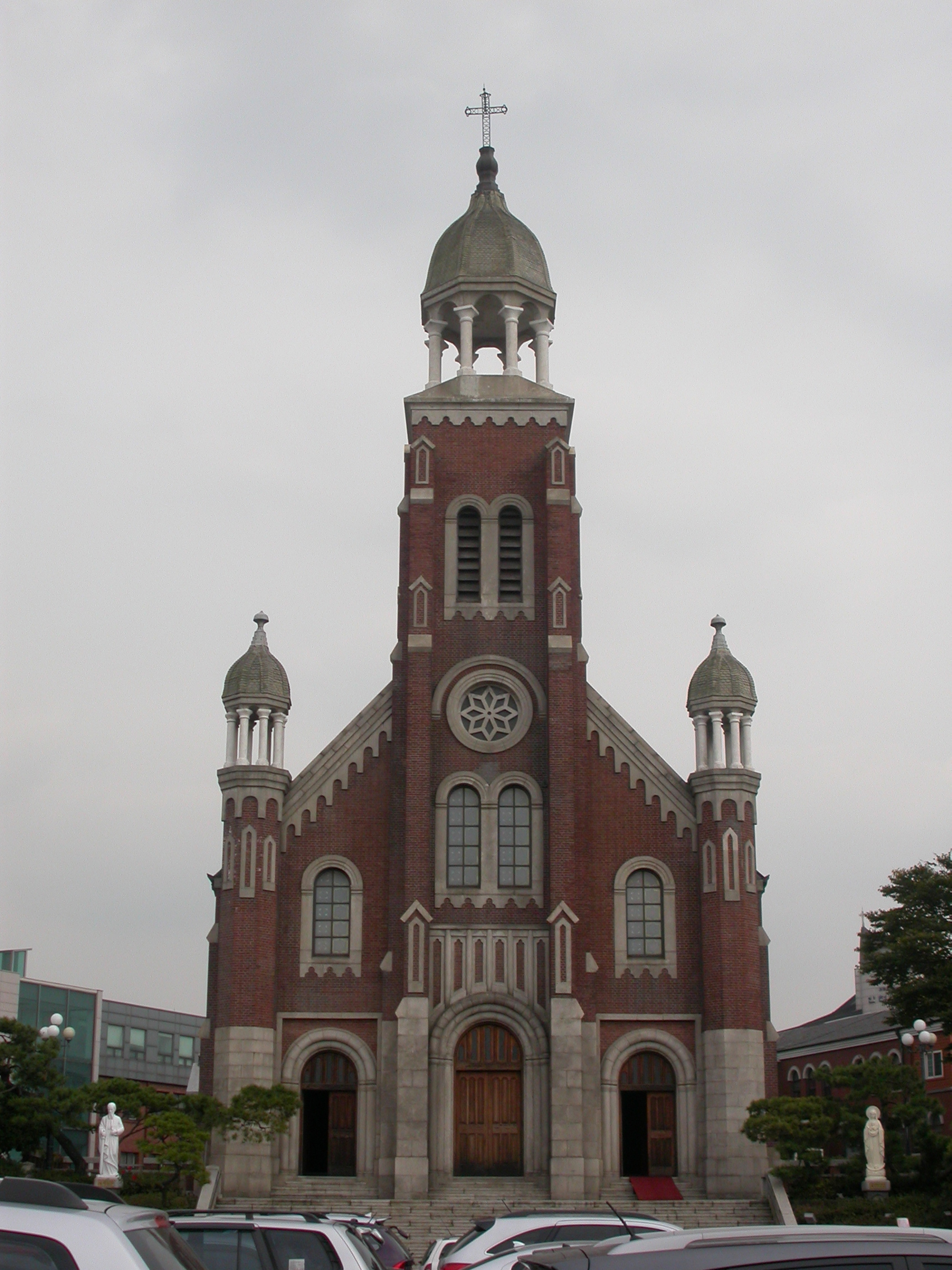
Cathédrale Saint-Paul de Dapdong.

Le diocèse d'Incheon (Dioecesis Inchonensis) est un territoire ecclésiastique de l'Église catholique de Corée du Sud, suffragant de l'archidiocèse de Séoul. Son siège est à la cathédrale Saint-Paul d'Incheon dans le quartier de Dapdong.

## Histoire
Le vicariat apostolique d'Incheon est érigé par Jean XXIII le 6 juin 1961, recevant son territoire du vicariat apostolique de Séoul, aujourd'hui archidiocèse. Il est élevé en diocèse le 10 mars 1962 par la bulle Fertile Evangelii semen.

## Territoire
Le diocèse comprend les villes d'Incheon, Gimpo, Bucheon, Siheung (en partie) et  Ansan dans la province de Gyeonggi. Il est subdivisé en 122 paroisses.

## Ordinaires
- William John McNaughton M.M. (6 juin 1961-25 avril 2002)
- Boniface Choi Ki-San (25 avril 2002-30 mai 2016)
- Jean-Baptiste Jung Shin-Chul, depuis le 10 novembre 2016

## Statistiques
- En 1970, le diocèse comptait 54 983 baptisés (5,8% de la population totale), servis par 29 prêtres (10 diocésains et 19 réguliers), 28 religieux, 95 religieuses dans 17 paroisses
- En 2000, le diocèse comptait 340 008 baptisés (9,4%), servis par 157 prêtres (110 diocésains et 47 réguliers), 78 religieux et 479 religieuses dans 77 paroisses
- En 2016, le diocèse comptait 496 364 baptisés (11,4%), servis par 309 prêtres (259 diocésains et 50 réguliers), 135 religieux et 632 religieuses dans 122 paroisses[2].